# فیرمیکوت‌ها
فیرمیکوت‌ها (سفت‌پوستان) (Firmicutes) شاخهای از باکتریها هستند. اغلب آنها از گروه باکتریهای گرم مثبت هستند ولی تعداد کمی مانند مگاسفائرا پکتیناتوس و سلنومون دیواره سلولی مشابه گرم منفیها دارند. برخی شکل میله‌ای (باسیل) و برخی شکل کروی (کوکسی) دارند. این گروه در دی‌ان‌ای خود گوانین و سیتوزین کمی دارند.(همچنین برخلاف اکتینوباکتر بیشتر آدنین و تیمین دارند)

## طبقه‌بندی
فیرمیکوت‌ها به چهار رده تقسیم می‌شوند: باسیل‌ها، کلوستریدیا (کلوستریدیوم‌سانان) (Clostridia)، رده Erysipelotrichia و رده Negativicutes و شاید رده‌های Thermolithobacteria و Mollicutes